# Henry Perigal
Henry Perigal (anglès: Henry Perigal Jr.)  (Newington, 1 d'abril de 1801 - St Giles, 6 de juny de 1898) va ser un matemàtic aficionat i agent de borsa anglès, conegut com Henry Perigal Jr. (per distingir-lo del seu pare, del mateix nom) o com Henry "Cyclops" Perigal.

## Vida i obra
Poc es coneix dels primers anys de la seva vida; probablement no va fer estudis universitaris, perquè mai se'l menciona. De jove va treballar com administratiu al Consell Privat, arribant a ser cap d'administració. A mitjans dels anys 1840's va començar a treballar de llibreter per un amic seu, Henry Tudor, que era corredor de borsa. Finalment i durant molts anys va treballar com administratiu a l'agència de valors Henry Tudor and Sons fins que es va retirar el 1888.
Perigal va dedicar tot el seu temps lliurea l'estudi, però no publicava els seus descobriments de forma convencional, presentant-los a les diverses societats científiques a les que pertanyia, sinó que els imprimia en forma de pamflet que repartia entre els seus amics i coneguts. Això fa summament difícil reunir tota la seva obra: se'n coneixen una vintena, però el seu nombre total deu ser superior. El primer d'ells està datat el 1832 i el darrer el 1894.
Pertanyia a tantes societats científiques que li van posar el sobrenom de venerable patriarca de les societats científiques de Londres.

Demostració de Perigal sobre el Tessel·lat de Thàbit ibn Qurra.

Perigal va estar sempre molt interessat per la geometria i, per això, és recordat, sobre tot, per la seva demostració purament geomètrica del teorema de Pitàgores, feta els anys 1830's però no publicada fins al 1874. La demostració, o millor dit, la verificació està feta a base d'una dissecció dels quadrats i una superposició dels trossos resultants. Això la converteix en un cas particular d'un tessel·lat pitagòric ja intentat per Thàbit ibn Qurra en el segle IX.
Aquesta demostració li va semblar tan notable que no solament la va fer imprimir a les seves targetes de visita sinó que va ser gravada a la seva tomba al barri londinenc de Weddington.